# Jardín de Hierbas Silvestres de la Ciudad de Sendai
El Jardín de Hierbas Silvestres de la Ciudad de Sendai o en japonés: 仙台市野草園 Sendaishi Yasoen, es un arboreto y jardín botánico de 200,000 m², que se encuentra en la ciudad de Sendai (situada a 350km noreste de Tokio), en la prefectura de Miyagi en Japón.

## Localización
Se encuentra en la ciudad de Sendai famosa en todo Japón por sus numerosas zonas verdes y estar rodeada de unas montañas con verdes y espesos bosques. También es famosa Sendai por el ambiente estudiantil que le proporciona su Universidad, siendo algo semejante al que existe en la de Heidelberg.
Este enorme jardín de plantas silvestres se encuentra localizado diagonalmente a lo largo de la calle Dainenji.
Tomando la línea de autobús de la ciudad de Sendai de Stn., JR en la parada Yasoenmae, se encuentra la entrada principal.
Sendaishi Yasoen Dainenji, Sendai-shi, Miyagi-ken, Honshū-jima Japón.
Planos y vistas satelitales.38°14′20.6″N 140°52′26.1″E / 38.239056, 140.873917
- Altitud: de 58 a 148 m s. n. m.
- Temperatura media anual: 11,9 °C (de 1976 a 1991)
- Precipitaciones medias anuales: 1 440,3 mm (de 1976 a 1991)

El jardín botánico abre sus puertas diariamente

## Historia
En el año 1950 el propietario del terreno Kato Takio se los ofrece al alcalde de Sendai.
Se determina el nombre del parque como "jardín de flores silvestres", y el 21 de julio de 1954 se produce la apertura del parque al público.
Pertenece en este momento administativamente a la Oficina de Construcción de la sección Civil División de Ingeniería Civil, siendo Kozo Suzuki el primer jefe del Jardín de flores silvestres.
En 12 de septiembre de 1958 se celebra el 1º Festival del Hagi de 14 días.
En 1959 se produce un robo de 500 bulbos de lirio dorado con bandas (Lilium auratum).
En abril de 1967 se inaugura el salón de nueva construcción de las Flores Silvestres.
En el año 1993 se adjudica la comisión de gestión en el parque de Sendai a la asociación sin ánimo de lucro "Asociación Espacio Verde" por un periodo de 5 años.
En el año 2000 Sendai eligió al jardín de flores silvestres en una de las "100 mejores atractivos de nuestra ciudad verde".
En 2008 se inaugura el nuevo Salón Museo de las hierbas silvestres de nueva construcción y se hace una abolición de la antigua entrada.

## Colecciones
El visitante puede admirar más de 1.100 especies de plantas vivas nativas de la región de Tohoku donde por su situación, crecen plantas alpinas a nivel de costa.
Se pueden observar desde hierbas salvajes de los valles hasta plantas silvestres de regiones alpinas.

## Festival del Hagi
Entre una serie de eventos que aquí se celebran durante todo el año, el festival del Hagi es el más conocido. El "Hagi de Miyagino" de "Utamakura" la vieja ciudad de Sendai, el lema de Miyagino "Hagi la flor de la ciudad". La ミヤギノハギ Miyaginohagi (Lespedeza thunbergii) es la flor emblema de la Prefectura de Miyagi Miyaginohagi, también aparece en el nombre de Sendaihagi, así pues los vínculos con Hagi son profundos, también en el parque hay un denominado túnel del Hagi, con una pérgola cubierta con Hagis.
El primer festival de Hagi se celebró en 1958. Se sirve a los visitantes té de Hagi que se ha obtenido mediante la repetida mejora de la planta por su cultivo desde los primeros tiempos. Los domingos y festivos durante el período, koto y shakuhachi, hay música japonesa con juegos florales denominado, el "encuentro de la poesía con las flores" con la participación de la Orquesta Filarmónica y el coro de Sendai, etc. Cada año, se realiza al mismo tiempo el Jozenji Festival de Jazz en la Calle en Sendai.